# Lamport
Lamport is een civil parish in het bestuurlijke gebied Daventry, in het Engelse graafschap Northamptonshire met 225 inwoners.